# 八雲台
八雲台（やぐもだい）は、東京都調布市の町名。

現行行政地名は八雲台一丁目から八雲台ニ丁目。
郵便番号は182-0015。

## 地理
調布市の中央に位置する。

東から時計回りに、調布市柴崎、調布市国領町、調布市布田、調布市調布ヶ丘、調布市佐須町、に隣接。
街区南側境界線を甲州街道が存在。街区北側境界には野川が存在する。

## 歴史
1955（昭和30）年 4月1日の市制施行により、調布町と神代村が合併し調布市となった後、1985（昭和60）年9月1日の町名地番整理により八雲台が新設される。

　1963（昭和38）年に第六天社、神明社（八雲神明社または杉森神明社とも）が合祀して現在の国領（國領）神社に至るが、八雲台の由来となっているかは不明。なお、八雲台は国領（國領）神社の氏子の地域となっている。

## 世帯数と人口
世帯数は1557世帯で人口は3029人。（2015年時点）

## 小・中学校の学区

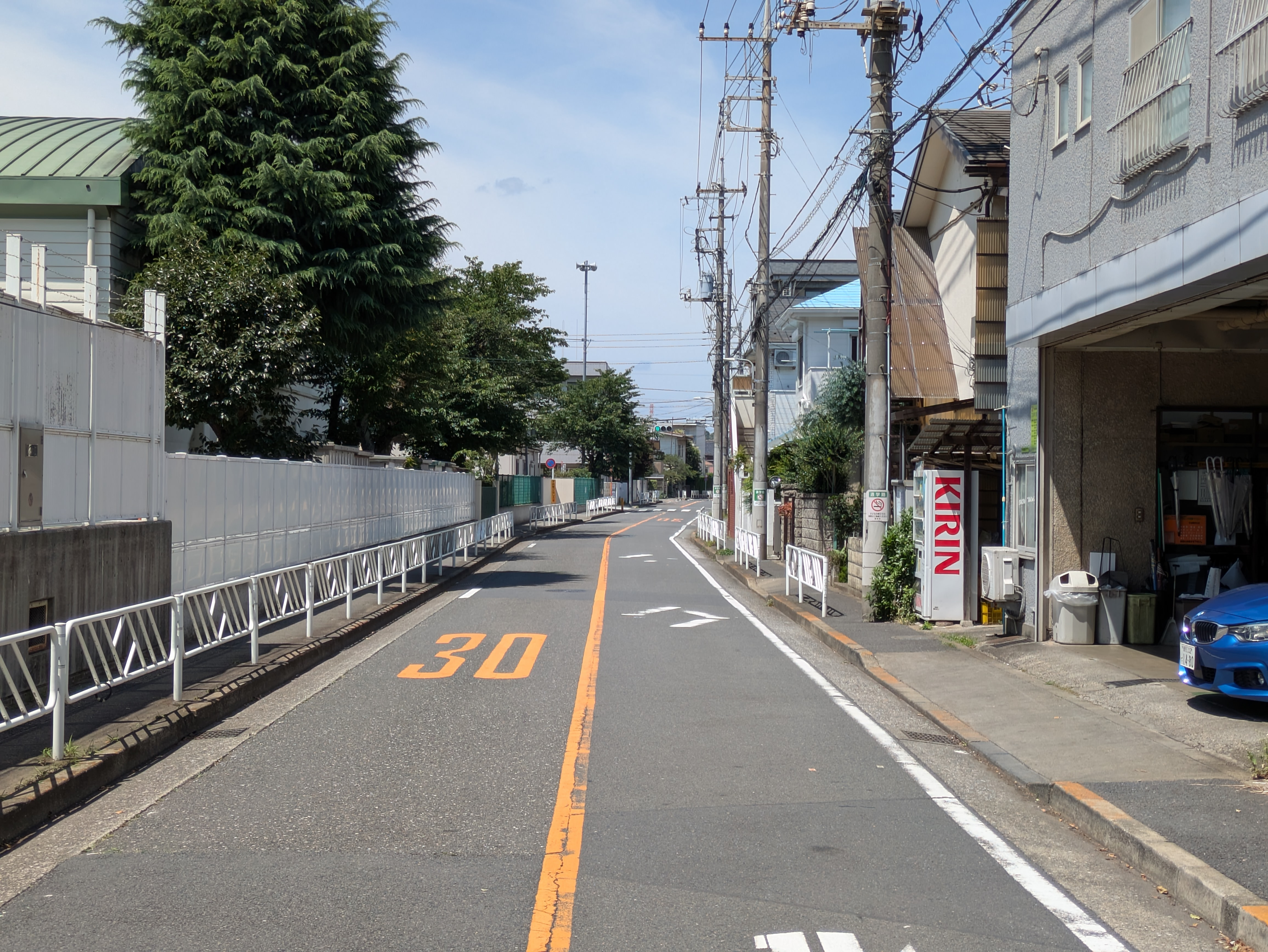
八雲台小学校と祇園寺通り

- 調布市立八雲台小学校
- 調布市立第七中学校

## 交通

### 鉄道
| 隣接する街区で利用可能な駅             |
| -------------------------------------- |
| 京王線 - 柴崎駅(KO 16) - 布田駅(KO 17) |

- 町域内に鉄道駅はないが、南部は布田駅（国領町5丁目）、国領駅（国領町3丁目）に近い。

### バス
- 京王バス調布営業所

…が周辺の路線を運行している。

### 道路
- 国道20号
- 旧甲州街道
- 東京都道121号武蔵野調布線（三鷹通り）
- 祇園寺通り
- 八雲台通り

## 施設

### 八雲台一丁目
- 調布市立八雲台小学校

### 八雲台二丁目
- 調布市立第七中学校
- 調布郵便局